# Nobuo Yoneda

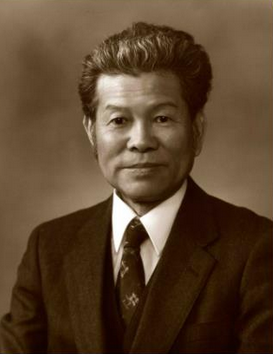
Nobuo Yoneda

Nobuo Yoneda (jap. 米田 信夫, Yoneda Nobuo; * 28. März 1930; † 22. April 1996) war ein japanischer Mathematiker und Informatiker.

## Leben
Nachdem Yoneda 1952 seinen Abschluss am mathematischen Institut der naturwissenschaftlichen Fakultät der Universität Tokio gemacht hatte, wurde er dort zum Assistenzprofessor ernannt.
Von 1956 bis 1959 war er am Institute for Advanced Study in Princeton (New Jersey) und unternahm auch Forschungsreisen nach Großbritannien und Frankreich. 1962 wurde er Dozent an der Gakushūin-Universität und dort 1966 zum Professor befördert.
Nach Gründung des Instituts für Informatik 1971 an der naturwissenschaftlichen Fakultät der Universität Tokio wurde er dort im darauf folgenden Jahr Professor für Theoretische Grundlagen der Informatik. Nach seinem Ruhestand 1990 wechselte er zur Universität Tōkyō Denki Daigaku und lehrte dort bis März 1996.

## Wissenschaftliches Wirken
Yoneda hatte zwei wissenschaftliche Seiten. Als Mathematiker beschäftigte er sich mit Kategorientheorie und homologischer Algebra. Auf ihn gehen das Yoneda-Lemma und der Begriff der Yoneda-Einbettung zurück. Als Informatiker spielte er eine wesentliche Rolle beim Entwurf und bei der Implementierung der Programmiersprache Algol N, die ein Nachfolger von Algol 60 war. Yoneda war Mitglied der International Federation for Information Processing und Mitherausgeber der Zeitschriften Science of Computer Programming und Acta Informatica.